# Воскресенская церковь (Пермь)
Храм во имя Воскресения Христова и святого благоверного князя Александра Невского (также известный как Воскресенская церковь) — существовавший храм в городе Перми на старой Сенной площади (ныне место сквера перед Авиационным техникумом имени А. Д. Швецова), на пересечении Вознесенской и Обвинской улиц (ныне улицы Луначарского и 25 Октября соответственно).

## История
30 августа 1863 года в день тезоименитства Александра II был заложен храм во имя Воскресения Христова и святого Благоверного Князя Александра Невского в память освобождения крестьян. Храм строился по проекту губернского архитектора Григория Летучего и преимущественно на пожертвования крестьян Пермской губернии.
В 1869 году строительство было закончено и 1 октября 1869 года совершено освящение построенного храма.
20 февраля 1936 года на заседании Президиума ВЦИК было решено закрыть Воскресенскую церковь в Перми, и здание передать под культурно-просветительские нужды.
В 1940 г. — здание взорвано.